# عبيدة بن هلال اليشكري
أبو مالك عبيدة بن هلال اليشكري (؟؟؟؟ - 696 م) ،شاعر من رؤساء الأزارقة وشعرائهم الكبار وخطبائهم الشجعان، من بني يشكر من بكر بن وائل.

## نبذة
كان في أول خروجه مع الخوارج من المقدمين فيهم، وأرادوا مبايعته فقال: "ألا أدلكم على من هو خير لكم مني؟ قطري بن الفجاءة المازني" .
فبايعوا قطري، وظل عبيدة إلى جانبه زمناً، ووقع الخلاف بين الأزارقة، ففارقه عبيدة بن هلال وانحاز إلى حصن قومس جنوب جبال طبرستان.
وسير أليهم الحجاج بن يوسف الثقفي سفيان بن الأبرد الكلبي في جيش عظيم، فطلب قطري بن الفجاءة حتى لقيه في أحد شعاب طبرستان.
وقتل قطري، وتبع سفيان بن الأبرد عبيدة بن هلال اليشكري، وحاصره في حصن قومس إلى أن قتله وقتل من معه عام 77 هـ الموافق 696م.
- ومن جميل شعره الذي قاله بعد تفرق الخوارج الأزارقة واختلافهم وذكر فيها زعمائهم قطري وعبد ربه، فيقول:

## شجاعته
طلب المهلب بن أبي صفرة من الخوارج الطراد بالخيل بينهم وبين جيشة تحدياً وإستفزازً لهم، فتهايج القوم وحمي الوطيس بينهم وقاتل المغيرة بن المهلب قتالا حسناً، حتى تقدم له عبيدة بن هلال اليشكري وصرع المغيرة من فوق حصانة، حتى استقنذه فرسان من الأزد من جيش المهلب.
وقال عبيدة بن هلال مرتجزاً بعد هذا الموقف:

ويقصد بأبو بلال، أبو بلال مرداس بن حدير أحد زعماء الخوارج.

## عبيدة بن هلال يفضل جرير على الفرزدق
قال: عمر بن شبة، تنازع في شعر جرير والفرزدق رجلان في عسكر المهلب بن أبي صفرة الذي كان يقاتل الخوارج وفيهم عبيدة بن هلال، فذهب ذلك الرجلان إلى المهلب وسئلاه في الحكم بينهما في أيهما أفضل جرير أم الفرزدق؟
فقال المهلب: لا أقول بينهما شيئا ولكني أدلكما على من يهون عليه سخطهما؟ هو عبيدة بن هلال اليشكري، وكان عبيدة مع قطري وبينهما نهر، فخرج أحد الرجلين، فبدر من الصف ثم دعا بعبيدة بن هلال للمبارزة فخرج إليه؟
فقال إني أسألك عن شيء تحاكمنا إليك فيه؟
فقال عبيدة وما هو عليكما لعنة الله !
قال فأي الرجلين عندك أشعر أجرير أم الفرزدق؟
فقال عبيدة، لعنكما الله ولعن جريرا والفرزدق أمثلي يسأل عن هذين الكلبين
قالا لابد من حكمك
فقال عبيدة فإني سائلكم قبل ذلك عن ثلاث
فقالوا سل؟
قال عبيدة ما تقولون في إمامكم إذا فجر؟
قالوا نطيعه وإن عصى الله عز وجل
قال عبيدة قبحكم الله فما تقولون في كتاب الله وأحكامه؟
قالوا ننبذه وراء ظهورنا ونعطل أحكامه
قال عبيدة لعنكم الله إذا فما تقولون في اليتيم؟
قالوا نأكل ماله !
قال عبيدة أخزاكم الله إذا والله لقد زدتموني فيكم بصيرة ثم ذهب لينصرف !
فقالوا له إن الوفاء يلزمك وقد سألتنا فأخبرناك ولم تخبرنا !
فرجع عبيدة وقال من الذي يقول:
فقال الرجلان هو جرير
فقال عبيدة، فهو ذاك، فانصرفا.

## مقتله
قتل عبيدة بن هلال في حصن قومس في طبرستان، بعدما حوصر مع رفاقة في الحصن، وقال سفيان بن الأبرد الكلبي قائد الجيش الذي حاصرهم أن من يقتل صاحبة في الحصن ويأتي برأسه ويبايع فله الأمان، ولكنهم بقيوا في الحصار فقال عبيدة بن هلال لأصحابة ماذا تنتظرون أنبقى حتى نموت جوعا في الحصار فقال له اصحابه ماذا ترى؟؟؟
فقال نأكل خيولنا ونخرج لهؤلاء البغاة ونجالهم بسيفونا فنموت كراما، ثم تهيئوا لذلك وخرجوا يقاتلونهم حتى قتل عبيدة بن هلال ومن معه جميعاً، فلما دخل الجيش الحصن وجد صحيفة قد كتبها عبيدة بن هلال اليشكري بها هذه الابيات:

## أشعاره
- من أشعار عبيدة بن هلال اليشكري:

- قصيدة له يهجو فيها القائد عمر بن عبيد الله بن معمر، الذي أرسله والي العراق مصعب بن الزبير لحرب الخوارج، وكان ذلك في فترة خلافة عبد الله بن الزبير، حيث يقول عبيدة بن هلال:

- قصيدة أخرى:

- قصيدة أخرى:

- قصيدة أخرى:

- قصيدة أخرى:

- قصيدة أخرى:

## وصلات خارجية
- بوابة الشعراء
- الموسوعة العربية، عبيدة بن هلال اليشكري
- الموسوعة الشاملة، عبيدة بن هلال
- اسم الوصلة